# Саузе-ди-Чезана
Саузе-ди-Чезана (итал. Sauze di Cesana) — коммуна в Италии, располагается в регионе Пьемонт, в провинции Турин.
Население составляет 240 человек (2008 г.), плотность населения составляет 3 чел./км². Занимает площадь 77 км². Почтовый индекс — 10054. Телефонный код — 0122.
Покровителем коммуны почитается святой Реститут Римский , празднование в последнее воскресение мая.

## Демография
Динамика населения:

## Администрация коммуны
- Официальный сайт: http://www.comune.sauzedicesana.to.it/